# 麥當勞公司歷史

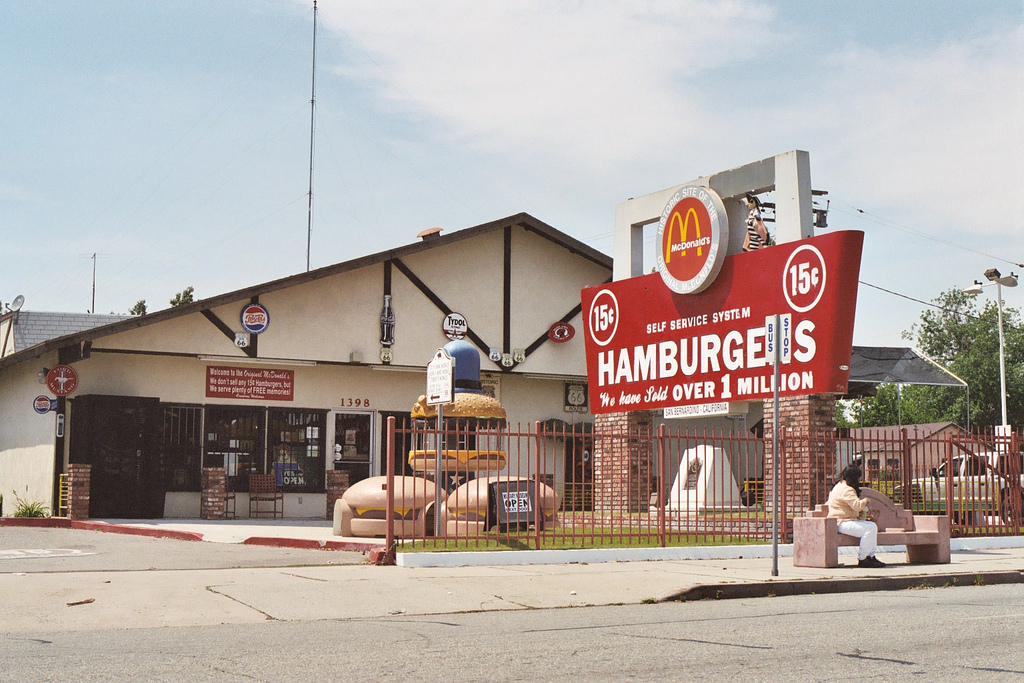
位於加州聖博納迪諾、由麥當勞兄弟所開設的麥當勞創始店舊址，目前是一間由當地的餐廳業者所開設的美國66號公路（Route 66）紀念博物館。

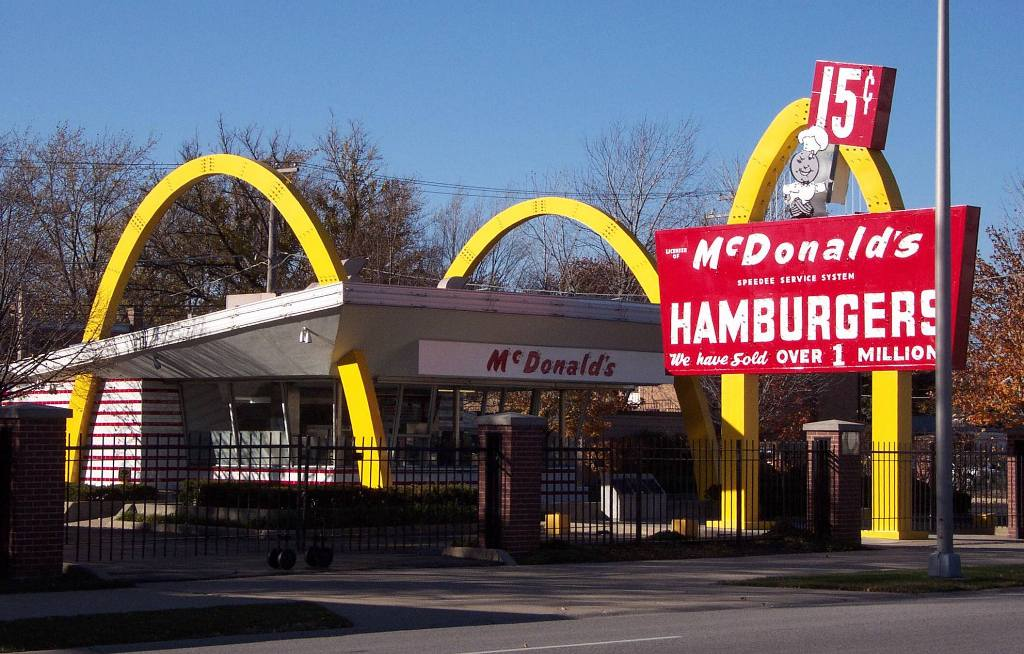
位于伊利诺伊州德斯普兰斯麦当劳餐厅，是Ray Kroc于1955年4月开设的首间经销权餐厅，现在已经改为麦当劳博物馆。

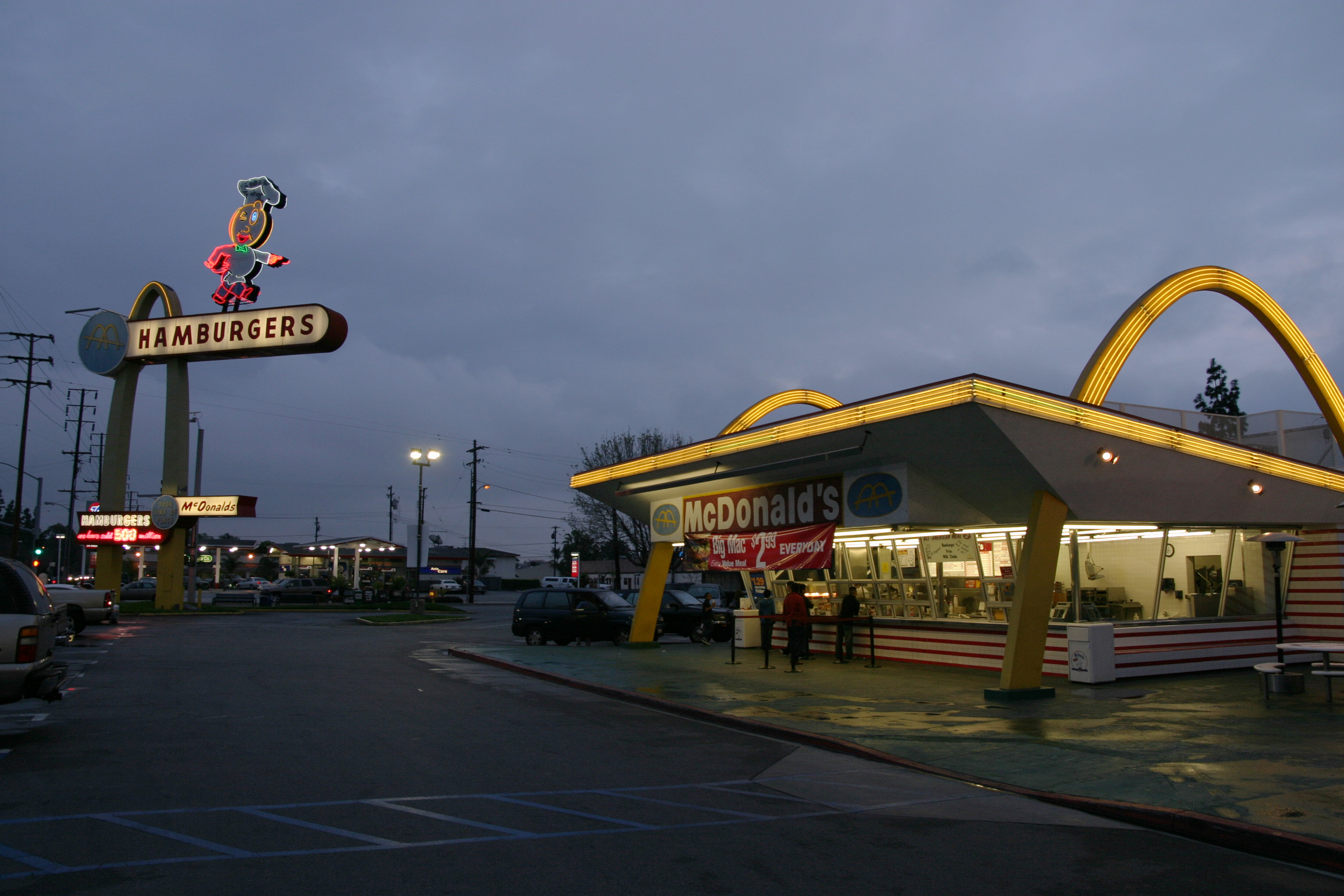
位于美国唐尼的麦当劳分店，是目前開業時間最久的麥當勞分店，也是早期的「麦大道」型式的分店之一

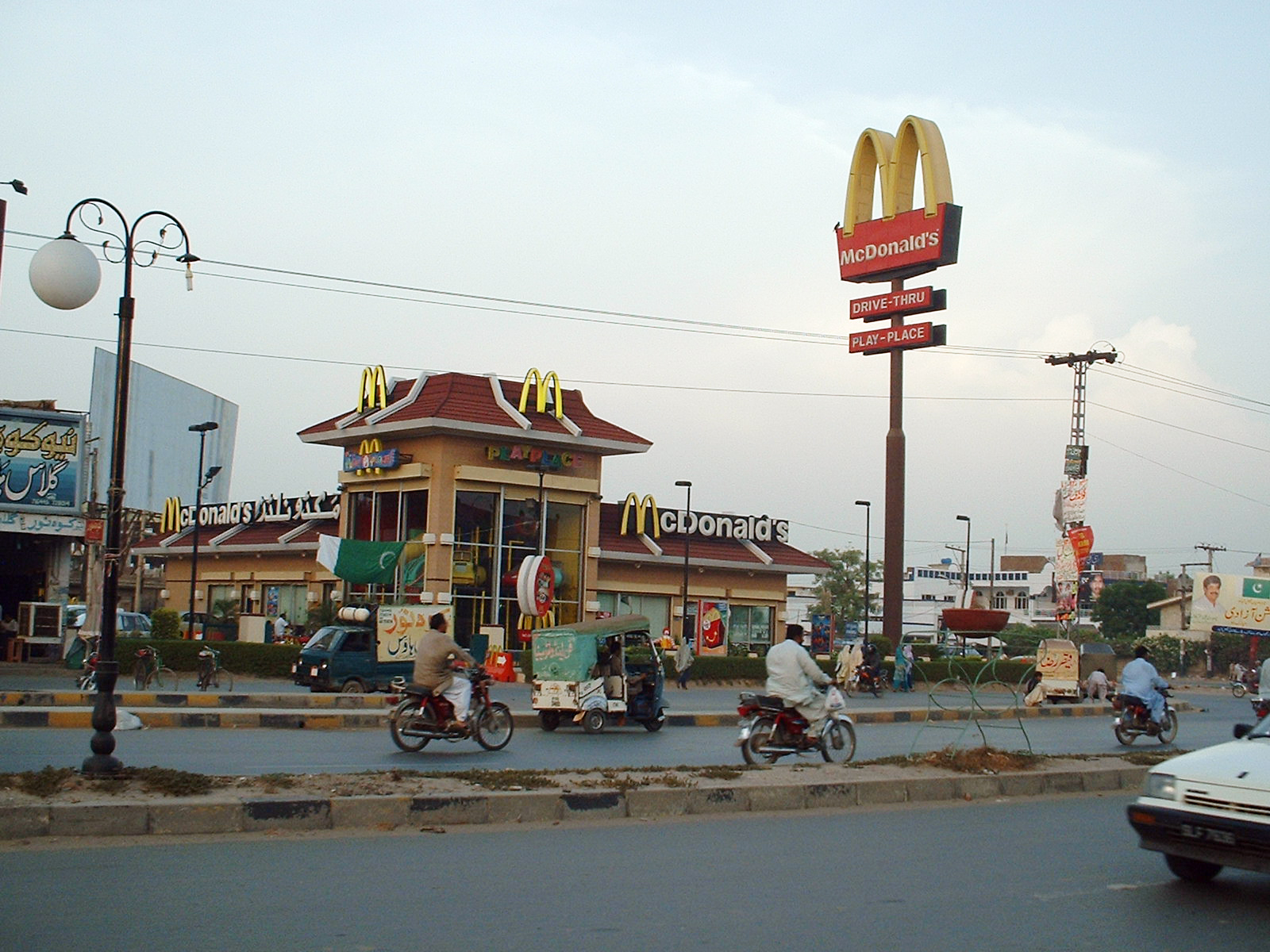
巴基斯坦費薩拉巴德的麥當勞

麥當勞公司歷史是知名品牌麥當勞的創業歷史，1940年麥當勞兄弟開始這一美式快餐事業，逐漸普及全球並帶動流行。

## 歷史
- 1940年：理察和莫里斯·麥當勞兄弟在美國聖貝納迪諾創立「Dick and Mac McDonald」餐廳，今日麥當勞餐廳前身。
- 1948年：引入「快速服務系統」(Speedee Service System)，首創立快餐原則。源自1920年代創立於美國堪薩斯州威奇塔市的白城堡漢堡店（White Castle），白城堡漢堡店創辦人安德森，將裝配線觀念引入漢堡業，快速標準烹煮生產漢堡，被麥當勞等業者模仿，然而白城堡漢堡股票未上市，以純私人企業方式在美國中西部作連鎖經營，規模小於麥當勞。
- 1955年4月15日：行政總裁雷·克罗克（Ray Kroc）在伊利諾州德斯普蘭斯（Des Plains）成立特許經營公司——麥當勞系統公司（McDonald's System Inc.），以加盟經銷權在李街（Lee Street）開設首個麥當勞餐廳，是麥當勞第九分店。
- 1960年：麥當勞系統公司更名為麥當勞公司。
- 1961年：雷·克罗克以270万美元收购麦当劳兄弟十家餐厅。汉堡大学在伊利诺伊州埃尔克格罗夫村（Elk Grove Village）成立，为全世界麦当劳经理提供专门训练。
- 1962年：售出第10亿个汉堡，罗纳德麦当劳叔叔在华盛顿市首度亮相。
- 1965年4月15日：麥當勞股票正式上市，每股定價22.5美金。
- 1967年：在加拿大开设第一家国际餐厅。
- 1968年：“巨无霸”面世，成立国际业务部。[1]
- 1972年：麦当劳资产值达10亿美元。
- 1974年：第一间麦当劳叔叔之家在宾夕法尼亚州费城设立，专门为接受癌病或其他致命疾病治疗儿童的家人而设。
- 1977年：正式在全美餐厅中增加多款套餐。
- 1980年：成立25周年，麦当劳在香港开设第1000家国际餐厅，国际营业额首次突破10亿美元。
- 1984年：售出第500亿个汉堡；雷·克罗克病逝，享年81岁；为了纪念，公司成立了麦当劳叔叔儿童慈善基金，资助各类儿童计划，资源发展范围遍及医疗保健、医疗研究、教育艺术、公民与社会服务。
- 1988年：第10,000家麦当劳餐厅成立。
- 2002年：卖出第1000亿个汉堡。[2][3]

### 在台灣及中國大陸的發展史
- 1984年：在台灣开设第一家餐厅。
- 1990年：在中国大陆（深圳）及苏联（莫斯科）开设第一家餐厅。
- 2001年2月27日北京三元食品有限公司以990萬美元收購原廣東國際信托投資公司屬下的廣信麥當勞全部中方股份（即總股份的50％），并于23日和美國麥當勞公司合資成立了廣東三元麥當勞食品有限公司。
- 2016年8月1日麥當勞食品有限公司將其持有的北京麥當勞食品有限公司50%股權以17.5億人民幣轉讓給全資子公司麥當勞合資企業控股有限公司（香港麥當勞）
- 2017年1月10日，麦当劳中国公司向中信股份、中信资本控股、凯雷集团和麦当劳联合组建的新公司，以最高20.8亿美元（约161.4亿港元）的总对价，出售麦当劳在中国内地和香港的业务。交易完成后，麦当劳在中国内地和香港的1750多家直营餐厅将转为特许经营，期限为20年[4][5]。

## 相关影视作品
- 速食遊戲（英語：The Founder），2016。

## 相关内容
- 大麥克指數